# Planta tóxica

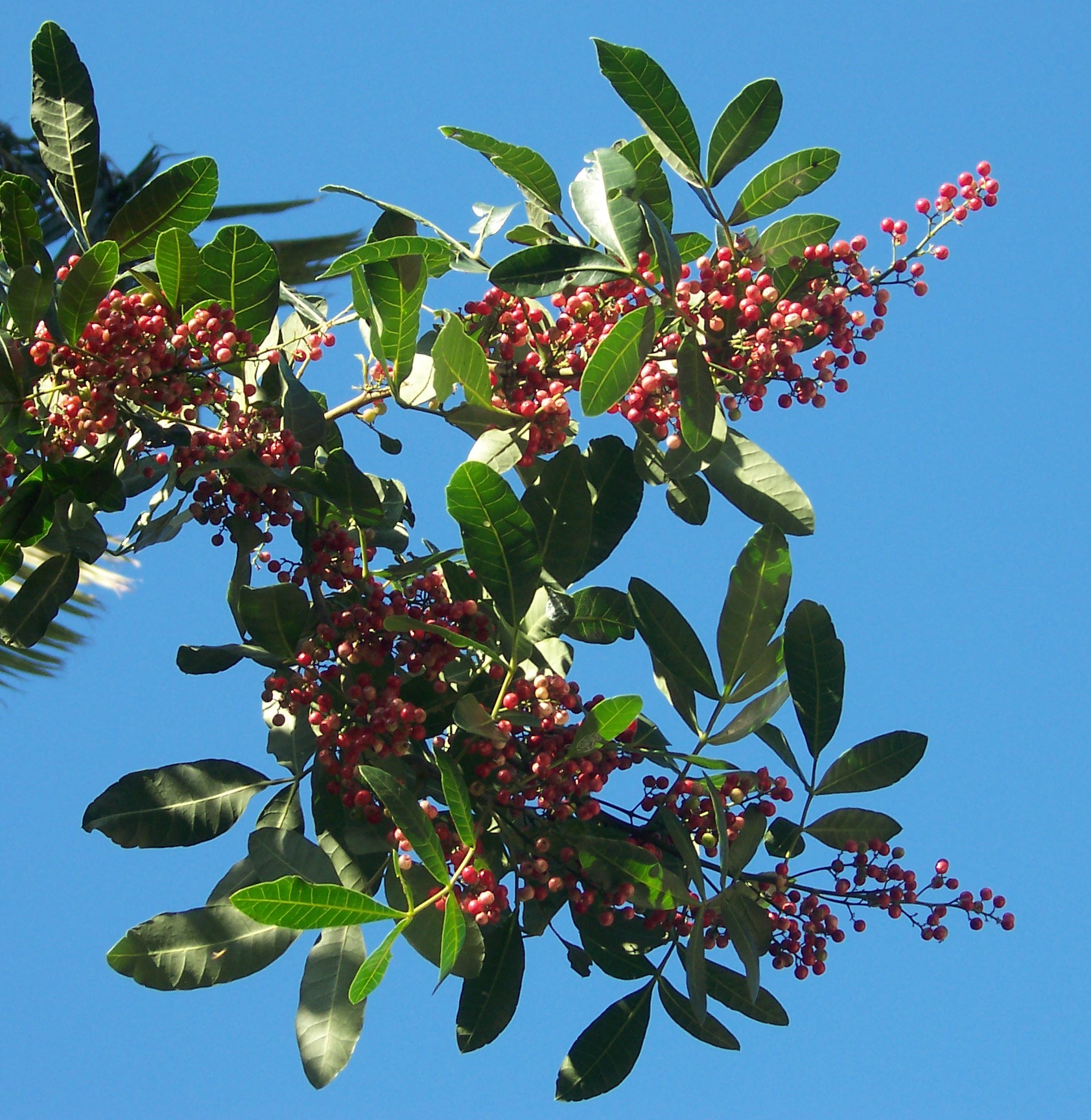
Aroeira

Em algum grau, toda planta apresenta alguma toxicidade, mas a denominação plantas tóxicas aplica-se àquelas cuja ingestão ou contato provoca sintomas de intoxicação.
Usualmente os botânicos especializados em plantas medicinais estudam também as plantas tóxicas, já que os princípios ativos são o que determina a ação de ambos os tipos, e há plantas medicinais que são tóxicas se ingeridas em excesso - como a erva-de-santa-maria, ou se certas partes da planta forem ingeridas.
Entre as plantas tóxicas temos:
- aroeira (Lithraea brasiliensis) a seiva que sai da planta em contato com a pele provoca uma reação de vermelhidão, coceira e bolhas que duram vários dias. Se for ingerida pode causar alterações do aparelho digestório.
- avelós (Euphorbia tirucalli)
- batata (Solanum tuberosum), a solanina não pode ser comida crua
- caladium (todas as partes de todas as espécies)
- cinamomo (Melia azedarach)
- comigo-ninguém-pode (Dieffenbachia picta), cultivada como ornamental, cujos idioblastos (células especializadas) armazenam uma grande quantidade de pequenos cristais em forma de agulhas, de oxalato de cálcio que entram na mucosa e permitem a entrada de gelatina tóxica.. A irritação e o inchaço provocados pela gelatina tóxica podem levar ao fechamento da glote, e à morte por asfixia.
- pinhão-branco (Jatropha curcas)
- mamona (Ricinus communis)

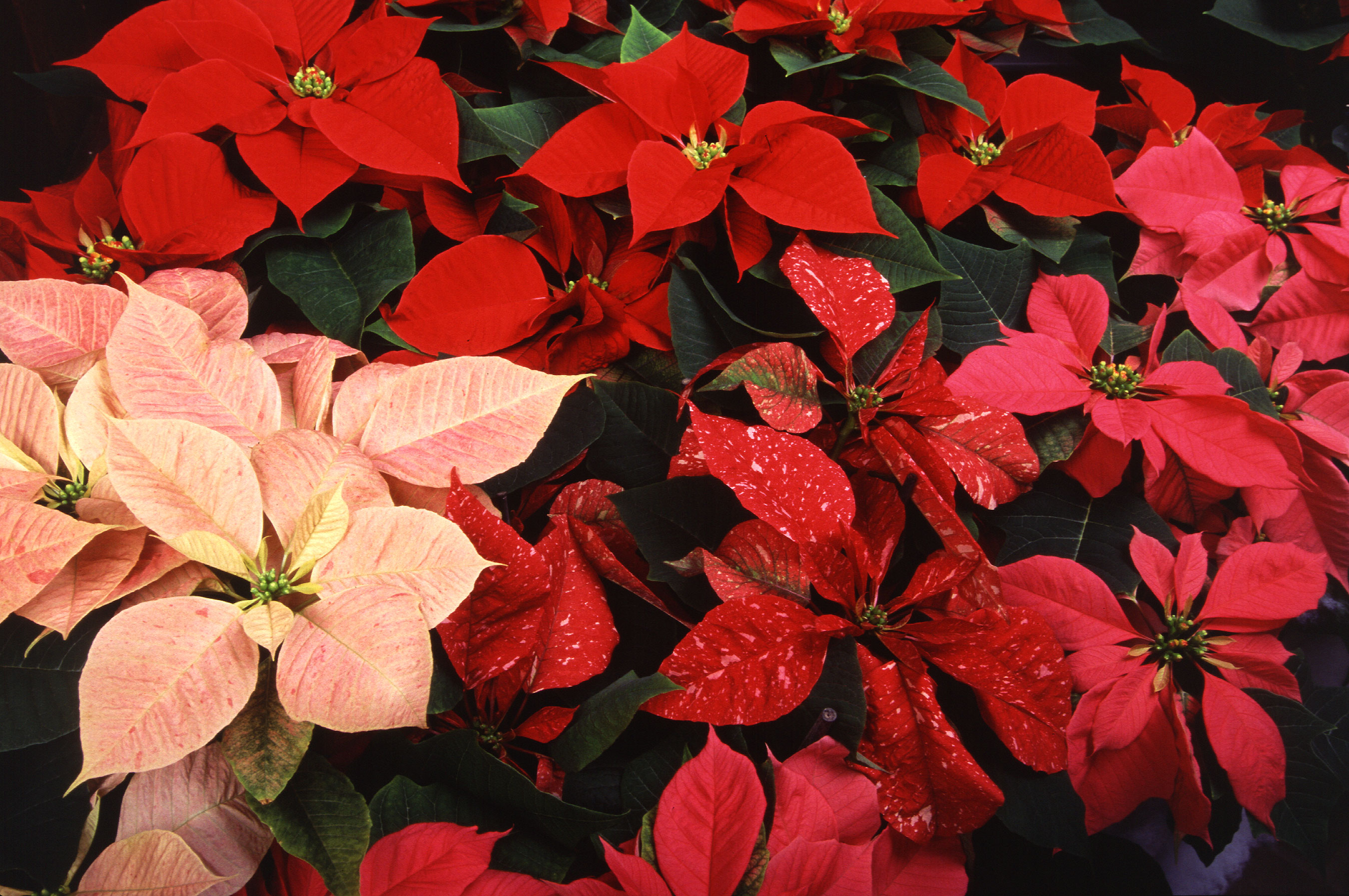
Bico-de-papagaio

- beladona ou erva-do-diabo, utilizada como chá com objetivos alucinógenos (chá-de-lírio ou chá-do-delírio). Contém os alcalóides escopolamina e hioscina, que atuam nos receptores da acetilcolina, afetando o sistema nervoso e podendo ocasionar coma.
- bico-de-papagaio (Euphorbia pulcherrima)
- buchinha (Luffa operculata), planta medicinal usada no tratamento da sinusite, por meio de infusão, mas também como abortivo. Provoca hemorragia que pode ser fatal.
- chapéu-de-napoleão (Thevetia peruviana)
- copo-de-leite (Zantedeschia aethiopica), ingerida pode provocar asfixia, em contato com os olhos, lesão na córnea
- coroa-de-cristo (Euphorbia milli)
- dedaleira (Digitalis purpurea)
- espirradeira (Nerium oleander)
- mandioca brava: rústica, é usada tradicionalmente apenas para fazer farinha

- palmeira cica
- saia-branca (Datura suaveolens)

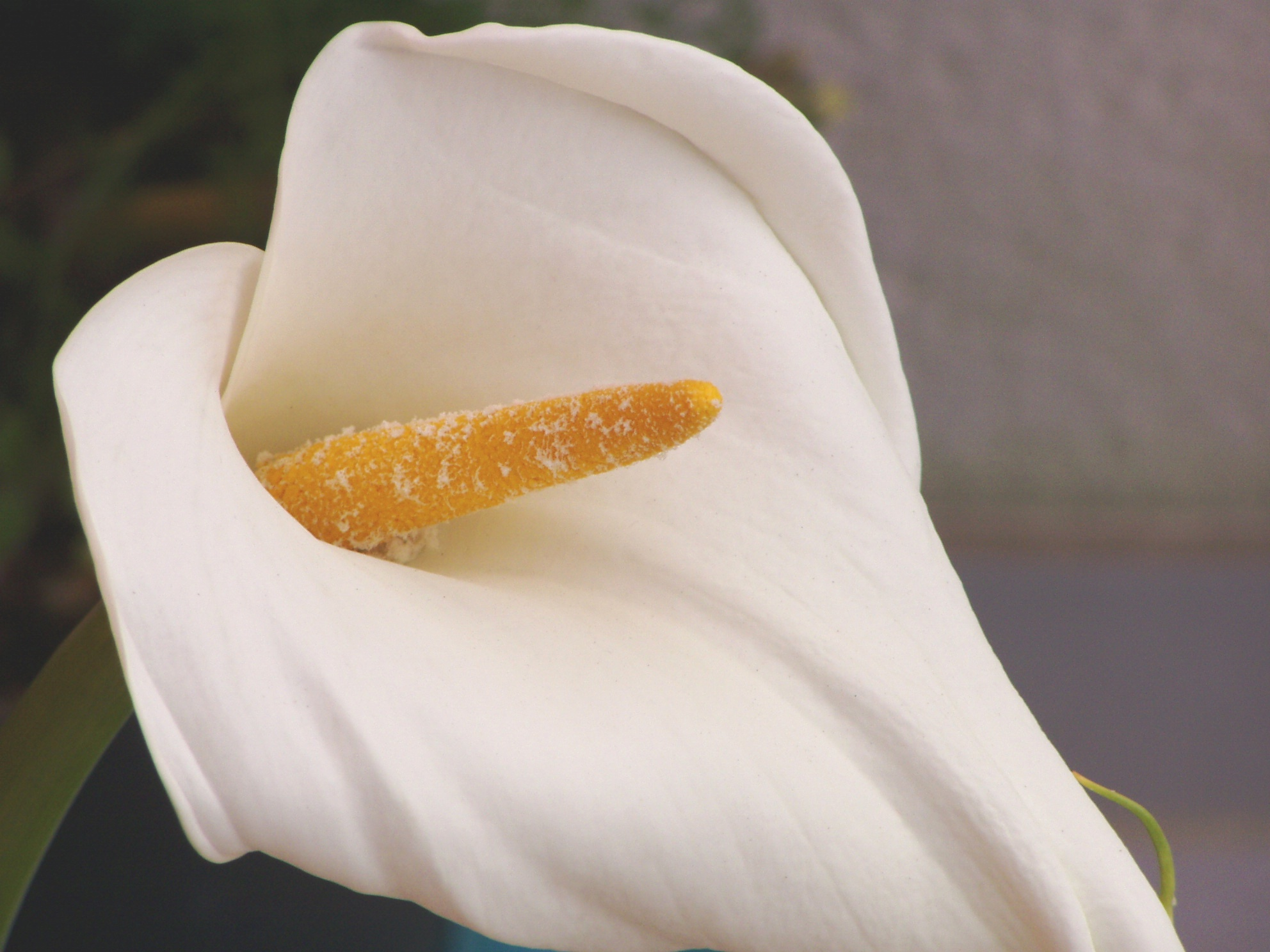
Copo-de-leite

- taioba-brava (Colocasia antiquorum)
- tinhorão (Caladium bicolor)
- tomate, cujas folhas contêm um alcalóide
- urtiga (Fleurya aestuans)

É importante notar que a toxicidade de determinada espécie vegetal pode variar com a composição do solo onde cresce.
Há plantas que são tóxicas para determinadas espécies animais, por exemplo, plantas tóxicas para bovinos e que crescem espontaneamente em pastos. No ambiente doméstico, a ingestão ou mastigação de plantas por animais de companhia poderá originar efeitos adversos.